# Strugurelu
Strugurelu – wieś w Rumunii, w okręgu Aluta, w gminie Șerbănești. W 2011 roku liczyła 137 mieszkańców. 